# Sterilizarea instrumentelor
Sterilizarea instrumentelor medicale este o operație tehnologică prin care sunt eliminate forme de viață microbiană sau omorâte microorganisme, inclusiv cele aflate în stare vegetativă, de pe obiecte incert contaminate. Rezultatul acestei operațiuni este starea de sterilitate din punct de vedere al posibilității de înmulțire a microorganismelor. Probabilitatea teoretică a existenței microorganismelor trebuie să fie mai mică sau egală cu 10-6 (1/1.000.000).

## Sterilizare chimică
Sterilizarea chimică este un  nivel superior de realizare a dezinfecției, care se aplică cu strictețe dispozitivelor medicale și cosmetice reutilizabile, destinate manevrelor invazive, realizându-se distrugerea tuturor microorganismelor în forma vegetativă și a unui număr mare de spori.
Etapele sterilizării chimice:
1. dezinfecția sau presterilizarea
2. sterilizarea chimică
3. clătirea abundentă cu apă sterilă

Sunt supuse sterilizării toate articolele medicale ce intră în contact cu leziuni, sânge etc.

## Sterilizare în cosmetică
În saloanele cosmetice se practică sterilizarea cu  soluții chimice sterilizante. În acest caz obiectele de sterilizat trebuiesc cufundate complet în soluție pe tot parcursul sterilizării, după aceea păstrate închis în vase confecționate  din sticlă, emailate, fără defecte. Sterilizarea instrumentelor cosmetice se mai poate face și în aparate sterilizatoare cu raze ultraviolete, unde se expun pe durată de 15 - 30 minute, în funcție de necesitate și de aparatul disponibil.